# Philip Martin Brown
Philip Martin Brown (Manchester, 9 juli 1956) is een Brits acteur.

## Carrière
Brown begon in 1978 met acteren in de televisieserie A Horseman Riding By, waarna hij nog meerdere rollen speelde in televisieseries en films. Hij is onder andere bekend van zijn rol als Grantly Budgen in de Britse televisieserie Waterloo Road, waar hij in 149 afleveringen speelde (2006-2013).

## Filmografie

### Films
Uitgezonderd korte films.
- 2024 Frankenstein: Legacy - als Robert Browning
- 2023 Christmas at the Holly Day Inn - als Larry
- 2018 Peterloo - als boze burger
- 2017 Darkest Hour - als Sawyers
- 2015 National Theatre Live: Everyman - als Kindred
- 2012 Strawberry Fields - als Bob
- 2012 Tezz - als politiechef Alan
- 2011 Tinker Tailor Soldier Spy- als Tufty Thesinger
- 2006 A Harlot's Progress - als gevangenbewaarder
- 2006 Irish Jam - als Danny
- 2003 Blue Dove - als Andy Brennan
- 2001 Dream - als Martin
- 1999 Sleepy Hollow - als constable One
- 1997 Hostile Waters - als Cook
- 1997 Bring Me the Head of Mavis Davis - als inspecteur Furse
- 1997 Sharpe's Justice - als Saunders
- 1991 Sharp End - als Andy Barras
- 1987 1914 All Out - als Jack Fairbrother
- 1985 Coming Through - als David
- 1984 The Bounty - als Seaman John Adams
- 1983 Party Party - als Tony
- 1981 Eye of the Needle - als Billy Parkin
- 1980 Him and His Magic - als Stanley

### Televisieseries
Uitgezonderd eenmalige gastrollen.
- 2021 Doctors - als Marvin Bulis - 10 afl.
- 2017-2019 The Worst Witch - als professor Rowan Webb - 33 afl.
- 2015 Coronation Street - als therapeut  - 2 afl.
- 2013 Death Comes to Pemberley - als mr. Bidwell - 3 afl.
- 2006-2013 Waterloo Road - als Grantly Budgen - 149 afl.
- 2005-2006 The Bill - als Seth Mercer - 6 afl.
- 2005 Coronation Street - als DI Pinnock - 3 afl.
- 2002-2003 Casualty - als Eddie Vincent - 17 afl.
- 2002 Cutting It - als Smedley - 5 afl.
- 1998-2000 City Central - als Paul Dobson - 29 afl.
- 1999 Playing the Field - als bus-inspecteur - 2 afl.
- 1997-1999 Wing and a Prayer - als John Daley - 14 afl.
- 1996 Pie in the Sky - als chief inspecteur Kendon - 2 afl.
- 1995 Coogan's Run - als Ted Cromwell - 2 afl.
- 1995 Band of Gold - als mr. Moore - 3 afl.
- 1989 The Paradise Club - als Peter Noonan - 5 afl.
- 1988 All Creatures Great and Small - als Jack Scott - 2 afl.
- 1980 Bull Week - als Eddie Kowal - 6 afl.
- 1978 A Horseman Riding By - als Sam Potter - 7 afl.

- Library of Congress Control Number: no2009148797
- Nationale Bibliotheek van Israël: 987007314529505171
- Virtual International Authority File: 100805676
- WorldCat: E39PBJxH4JGbPCgHHcYRvHXmVC